# Forel-Gletscher
Der Forel-Gletscher ist ein Gletscher im Westen des Grahamlands auf der Antarktischen Halbinsel. An der Fallières-Küste fließt er in südwestlicher Richtung in die Blind Bay.
Eine erste grobe Vermessung erfolge 1936 durch Teilnehmer der British Graham Land Expedition (1934–1937) unter der Leitung des australischen Polarforschers John Rymill. Eine weitere Vermessung des unteren Gletscherabschnitts unternahm 1949 der Falkland Islands Dependencies Survey. Benannt ist der Gletscher nach dem Schweizer Naturforscher François-Alphonse Forel (1841–1912), erster Präsident der Commission Internationale des Glaciers, aus der später die International Association of Cryospheric Sciences (IACS) der Internationalen Union für Geodäsie und Geophysik hervorging.